# Dziesięcioro przykazań (film 2006)
Dziesięcioro przykazań (The Ten Commandments) – amerykański film biblijny z 2006 roku.

## Opis fabuły
Film powstał na motywach biblijnej Księgi Wyjścia. Akcja toczy się w starożytnym Egipcie. Naród żydowski znajduje się w egispkiej niewoli. Egipcjanie nakazują zamordować wszystkich nowo narodzonych żydowskich chłopców. Jednego z nich matka zdołała uratować, poprzez spuszczenie w koszyku na wodę Nilu. Z wody wyciąga go egipska księżniczka, która adpotuje go i nadaje imię Mojżesz. Młody chłopiec wychowuje się na królewskim dworze nie zdając sobie sprawy ze swego pochodzenia. Ale pewnego dnia przemawia do niego Bóg...

## Obsada
- Dougray Scott – Mojżesz
- Susan Lynch – Miriam
- Linus Roache – Aaron
- Naveen Andrews – Menerith
- Mía Maestro – Zipporah
- Louis Hilyer – Amram
- Adrian Schiller – Shemaiah
- Marina Morgan – Leah
- Silas Carson – Jered
- David Schneider – Tobia
- Ashley Artus – Sichem
- Patrick Gordon – Balaam
- Omar Sharif – Jetro
- Lisa Jacobs – Jochebed
- Hannah Taylor-Gordon – Rachel
- Padma Lakshmi – Księżniczka Bithia
- Karim Salah – Joshua
- John Wark – Laban
- Claire Bloom – Rani
- Peter Gevisser – Reuven
- Matthew Sim – Czarnoksiężnik
- Greg Hicks – Jekuthiel
- Paul Rhys – Ramzes
- Rudy Ruggiero – Strażnik #1
- Tom Keller – Yitzchak
- Paschal Friel – Amon